# 唐納德·艾文森
唐納德D·艾文森（1944年9月16日—2017年5月19日）是一位美国艾奥瓦州政治家。

## 生平
1994年9月16日出生于明尼阿波利斯，他住在愛荷華州奧爾溫，于奧爾溫公立學校毕业。艾文森亦在威斯康星大学麦迪逊分校和北爱荷华大学完成修业。艾文森曾在奧爾溫工具和染料公司任职。1973年至1991年间，他以民主党身份于艾奥瓦州众议院担任议员。1990年，艾文森在艾奥瓦州州长选举中败给了特里·布兰斯塔德。 2017年5月19日，艾文森因心肌梗死于北普拉特大平原醫療中心死亡。终年72岁。